# Usina Hidrelétrica Santa Helena
A Usina Hidrelétrica Santa Helena está localizada no rio Sorocaba, afluente do rio Tietê, no estado de São Paulo. É um empreendimento privado, pertencente à Companhia Brasileira de Alumínio do grupo Votorantim, classificada pela agência energética como de Auto-produção.

## Características
A usina foi inaugurada em 1935, com capacidade instalada total de 2,24 MW e seu reservatório possui uma área inundada de 29,47 hectares. Faz parte do Complexo Sorocaba da Votorantim Energia, composto por 2 usinas hidrelétricas (Itupararanga e Jurupará) e 2 centrais geradoras hidrelétricas (Santa Helena e Votorantim).

## Indústria do alumínio
A geração da usina tem sua produção destinada à produção de alumínio, que em 2006 consumia sozinho 6% de toda a energia produzida no Brasil, sendo que 27% do total consumido em 2010 vinha de autogeração.